# Justin Meram
Justin David Meram (Arabisch: Justin Hikmat Azeez, جستن حكمت عزيز ميرام) (Shelby Township, 4 december 1988) is een Iraaks–Amerikaans voetballer die bij voorkeur als middenvelder speelt. Hij tekende in 2011 een contract bij Columbus Crew.

## Clubcarrière
Meram werd als vijftiende gekozen door Columbus Crew in de MLS SuperDraft 2011. Hij maakte zijn debuut op 22 februari 2011 in de kwartfinale van de CONCACAF Champions League tegen Real Salt Lake. Op 28 mei maakte hij tegen Chivas USA vervolgens zijn MLS debuut. Op 13 mei 2012 maakte hij tegen FC Dallas zijn eerste doelpunt voor Columbus Crew.

## Clubstatistieken
| Seizoen | Club            | Land             | Competitie          | Wed. | Doelp. |
| ------- | --------------- | ---------------- | ------------------- | ---- | ------ |
| 2011    | Columbus Crew   | Verenigde Staten | Major League Soccer | 17   | 0      |
| 2012    | Columbus Crew   | Verenigde Staten | Major League Soccer | 22   | 4      |
| 2013    | Columbus Crew   | Verenigde Staten | Major League Soccer | 19   | 1      |
| 2014    | Columbus Crew   | Verenigde Staten | Major League Soccer | 34   | 9      |
| 2015    | Columbus Crew   | Verenigde Staten | Major League Soccer | 36   | 7      |
| 2016    | Columbus Crew   | Verenigde Staten | Major League Soccer | 33   | 5      |
| 2017    | Columbus Crew   | Verenigde Staten | Major League Soccer | 39   | 14     |
| 2018    | Orlando City SC | Verenigde Staten | Major League Soccer | 17   | 1      |
| 2018    | Columbus Crew   | Verenigde Staten | Major League Soccer | 12   | 1      |
| Totaal  | Totaal          | Totaal           | Totaal              | 229  | 42     |

## Interlandcarrière
Op 16 september 2013 werd Meram opgeroepen door Hakeem Shaker, bondscoach van Irak, om mee te trainen met het Iraaks voetbalelftal ter voorbereiding van de wedstrijd tegen Saoedi-Arabië. Zijn debuut voor Irak maakte hij op 14 november 2014 tegen Koeweit. Hij werd in 2015 opgeroepen door Irak voor deelname aan het Aziatisch kampioenschap voetbal 2015.